# آیدا ۸۶۱
سیارک ۸۶۱ (به انگلیسی: 861 Aida، نامگذاری:1917BE) هشتصد و شصت و یکمین سیارک کشف شده‌است که در ۲۲ ژانویه ۱۹۱۷ و در هایدلبرگ کشف شد.
قدر مطلق سیارک برابر ۹٫۶۰ است.